# Giuseppe Veronese

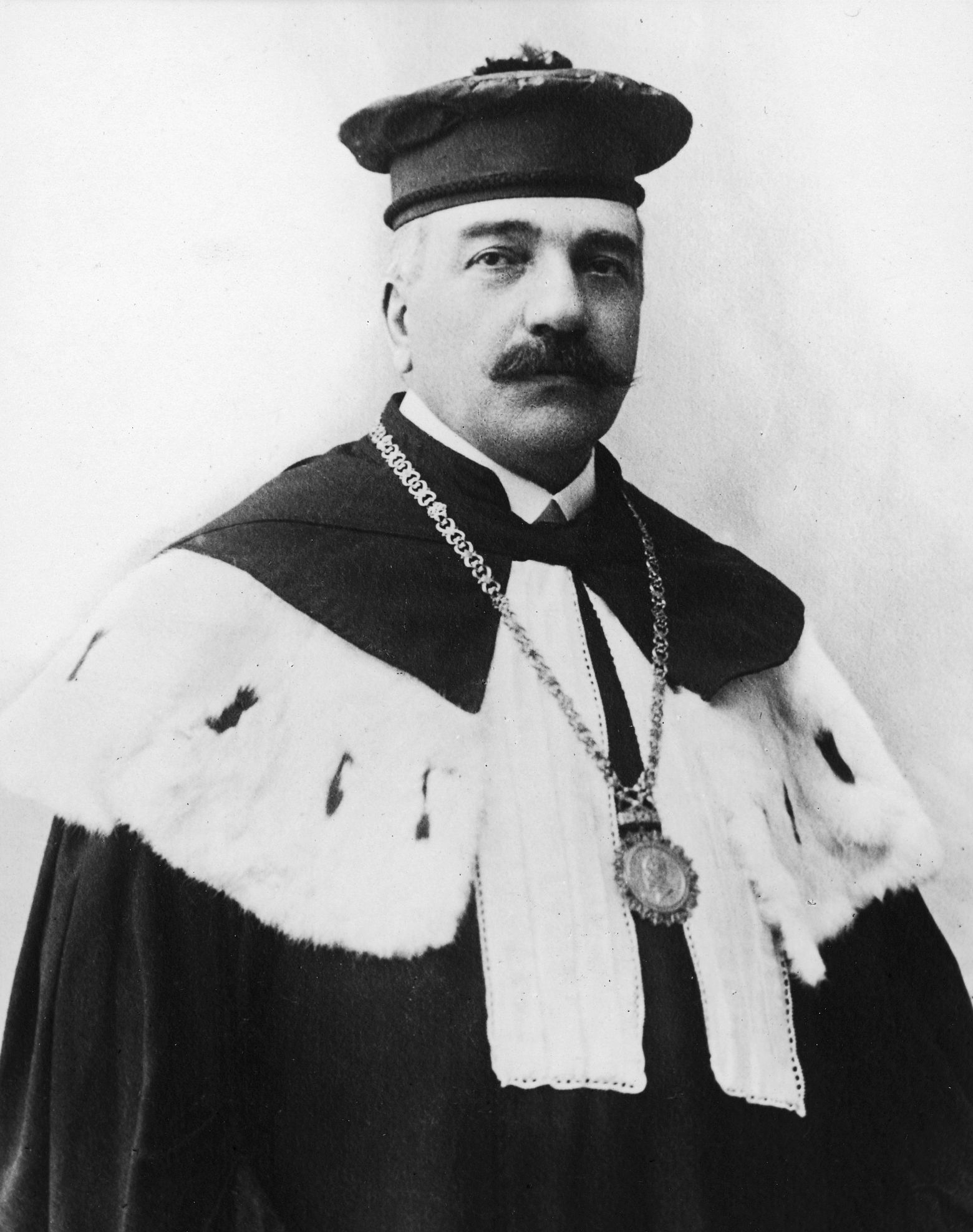
Professor Veronese in Padua, Italië

Giuseppe Veronese (Chioggia, 7 mei 1854 – Padua, 17 juli 1917) was hoogleraar wiskunde aan de universiteit van Padua, in het koninkrijk Italië. Hij bekleedde de leerstoel analytische meetkunde (1881-1917).
Veronese had een politieke carrière: hij was gemeenteraadslid in Chioggia (1882-1885), lid van het Huis van Afgevaardigden (1897-1900), gemeenteraadslid in Padua (1900-1904) en senator voor het leven (1904-1917).

## Levensloop
Veronese groeide op in Chioggia, een dorp aan de Golf van Venetië dat destijds behoorde tot het Oostenrijkse koninkrijk Lombardije-Venetië. Zijn ouders Giovanni Antonio Veronese en Maria Elisabetta Ottavia Duse waren niet bemiddeld. Zijn vader was huisschilder. 
In 1872 - het koninkrijk Italië was recent opgericht - moest hij stoppen met studeren na zijn middelbare studies; hij trok naar Wenen om een job te vinden. In Wenen trof hij graaf Nicolo Papadopoli. Deze steunde Veronese financieel om aan de Polytechnische School van Zürich te studeren (vanaf 1873). In Zürich combineerde Veronese de studies wiskunde en ingenieurswetenschappen. Door een publicatie over de hexagram van Pascal kreeg hij een aanstelling als assistent analytische meetkunde aan de Universiteit Sapienza Rome (1876). Hij behaalde er het licentiaatsdiploma in de wiskunde en startte onmiddellijk met een doctoraat (1877).
In 1880 stierf professor Giusto Bellavitis, hoogleraar wiskunde aan de universiteit van Padua. Veronese werd benoemd tot zijn opvolger (1881). Hij bleef er doceren tot het einde van zijn leven. Veronese legde zich eerst toe op n-dimensionele projectieve meetkunde. Vervolgens verlegde hij zijn interesse naar transfiniete getallen, modeltheorie en niet-Archimedische geometrie. Eind jaren 1890 kreeg dit laatste werk kritiek van enkele wiskundigen; zij vonden zijn beschrijvingen niet rigoureus. Andere wiskundigen steunden dan wel Veronese, zodat zijn bevindingen ingang kenden aan Italiaanse universiteiten. 
Veronese was lid van wetenschappelijke verenigingen en academies. Zo was hij jaren vice-voorzitter en voorzitter van het Istituto veneto di scienze, lettere ed arti van Venetië. Hij was lid van de Accademia dei Lincei in Rome. 
Veronese publiceerde een handboek meetkunde voor het voortgezet onderwijs, naast publicaties in vaktijdschriften.
Naast zijn academisch werk was hij politicus. Reeds in zijn jonge jaren was hij gemeenteraadslid van Chioggia. Later deed hij aan gemeentepolitiek in de stad Padua. In Rome zetelde hij in het parlement, eerst als afgevaardigde en nadien als senator. In de Senaat zetelde hij in diverse commissies. Zo was Veronese commissielid in verband met examens van het voortgezet onderwijs, met pensioenen van gemeentepersoneel en openbare werken.